# Правна заштита базе података у српском праву
У Србији постоји релативно мали број закона и прописа који дефинишу информационе системе. Када су у питању базе података, први закон који је обухватио њихову заштиту објављен је 1998. године, где су први пут дефинисана и права произвођача базе података као предмет заштите сродних права (заснован на Директиви 96/9/ЕЦ Европског парламента из 1996. године о правној заштити базе података). 2009. године у оквиру Закон о ауторском и сродним правима  регулисане су посебне одредбе које се односе на базе података. Осим правне, постоје и техничке мере заштите базе података.

## Појам базе података
База података се дефинише као структурирана колекција података која постоји релативно дуго, коју користи и одржава више корисника односно програма и која се користи за складиштење информација.
Разматрајући ову дефиницију, поставља се питање да ли је база података ауторско дело? 
Да би се нека збирка или колекција података прогласила ауторским делом или заштитила ауторским правом мора се утврдити њена оригиналност, без обзира уколико њени елементи нису заштићени ауторским правом. База података се састоји из делова тј. логично прикупљених целина које су на систематичан начин повезане и груписане у одређене катагорије у које је уложен интелектуални напор, креативност и лични допринос и које су доступне електронским или некм другим путем. Ове карактеристике су особине ауторског дела, па и заслужују да буду заштићене као интелектуална својина. Битно је напоменути да 
Закон о ауторском и сродним правима под базом података не подразумева рачунарски програм који се користио за њено стварање или рад (члан 138, став 2).

## Произвођач базе података
Под произвођачем базе података се сматра физичко или правно лице које је сачинило базу података, уложило напор у сакупљање, проверу или презентацију њеног садржаја и података (члан 137.).
Сваки произвођач базе података има имовинска права тако да другима може да забрани или дозволи умножавање, закуп или јавно саопштавање како целе базе података тако и неких њених делова, према члану 140. Закона о ауторском и сродним правима . Сва права произвођача трају 15 година од настанка базе података. Уколико дође до додавања нових садржаја у базу података, брисања непотребих или промене појединих делова или целе базе добија се нова верзија базе података. Свака нова верзија доноси произвођачу додатних 15 година права на коришћење (члан 147, став 2 и 3). Уколико је база података објављена јавности, рок од 15 година задржавања права важи од момента када је објављена, а не од момента када је сачињена.

## Ограничења произвођача базе података
Закон о ауторском и сродним правима  Републике Србије не садржи специфична ограничења права произвођача базе података, мада и сам произвођач може прекршити одређене законске одредбе уколико се не наведе извор из кога су делови базе података преузети. 

## Правна заштита произвођача базе података
Објављивање садржаја базе података или неких њених делова, од стране корисника, могуће је само у случају поседовања одговарајуће лиценце или сагласности носиоца права. У Уговору о уступању права на коришћење базе података  јасно су дефинисана права и обавезе носиоца права и корисника базе података :
- Носилац права кориснику предаје базу података и потребну документацију која садржи упутства за унос, коришћење и претрагу података.
- Корисник може да направи копије базе података само по уговору и по договореном броју.
- Носилац права је дужан да замени базу података у случају оштећења, само ако корисник није одговоран за оштећење.

У пракси се често дешава да се поједини делови базе података објављују на интернету, у комерцијалне сврхе, ради рекламирања, обављања одређених делатности, без дозволе преради, објави или на било који начин искористи туђа база и сл. Ако су права произвођача базе података повређена, произвођач базе података има сва законска овлашћења да писменим путем затражи од корисника да не користи преузете материјале или да поднесе кривичну пријаву.
У Закону о ауторском и сродним правима  Републике Србије предвиђене су санкције за привредни преступ због повреде права произвођача базе података и новчане казне (за правна лица од 100. 000 до 3.000. 000 динара; за предузетнике од 50.000 до 500.000 динара (члан 215. и 216.)).